# Dirk Schuster
Dirk Schuster (Karl-Marx-Stadt, 29 december 1967) is een Duits voetbalcoach en voormalig voetballer. Hij was als laatst als coach in dienst van FC Erzgebirge Aue.

## Spelerscarrière
Schuster begon zijn loopbaan bij Sachsenring Zwickau in 1986. Via 1. FC Magdeburg kwam hij bij Eintracht Braunschweig terecht in West-Duitsland. Schuster was een van de eerste Oost-Duitse voetballers die de grens overstak naar West-Duitsland. Verder kwam hij in herenigd Duitsland nog uit voor de Karlsruher SC, waarmee hij in 1996 de DFB-Pokalfinale speelde (1–0 verlies tegen 1. FC Kaiserslautern) en de Intertoto Cup won, en 1. FC Köln, voordat hij in 1999 de overstap maakte naar Antalyaspor in de Turkse badplaats Antalya. In 2000 speelde hij kort voor VfB Admira Wacker Mödling in Oostenrijk. Hetzelfde jaar nog keerde Schuster terug naar Duitsland en werd hij gecontracteerd door LR Ahlen. Schuster kende zijn productiefste tijd qua goals echter tussen 2002 en 2004 bij SV Wilhelmshaven, waar hij in 67 wedstrijden negen keer het net wist te vinden als verdediger. Na SV Waldhof Mannheim sloot Schuster zijn carrière af bij laagvliegers ASV Durlach en FC Alemannia Wilferdingen.

## Interlandcarrière
Schuster speelde op 28 maart 1990 zijn eerste interland voor de Duitse Democratische Republiek in een vriendschappelijk duel tegen de Verenigde Staten. Hij speelde in totaal vier interlands voor de DDR, totdat Duitsland later dat jaar herenigd werd. Hierop verkreeg hij de Duitse nationaliteit. Tussen 1994 en 1995 speelde hij nog drie interlands voor het Duits voetbalelftal.
| Interlands van Dirk Schuster voor DDR en Duitsland | Interlands van Dirk Schuster voor DDR en Duitsland | Interlands van Dirk Schuster voor DDR en Duitsland | Interlands van Dirk Schuster voor DDR en Duitsland | Interlands van Dirk Schuster voor DDR en Duitsland | Interlands van Dirk Schuster voor DDR en Duitsland |
| No.                                                | Datum                                              | Wedstrijd                                          | Uitslag                                            | Competitie                                         |                                                    |
| Voor de DDR, als speler van 1. FC Magdeburg        | Voor de DDR, als speler van 1. FC Magdeburg        | Voor de DDR, als speler van 1. FC Magdeburg        | Voor de DDR, als speler van 1. FC Magdeburg        | Voor de DDR, als speler van 1. FC Magdeburg        | Voor de DDR, als speler van 1. FC Magdeburg        |
| -------------------------------------------------- | -------------------------------------------------- | -------------------------------------------------- | -------------------------------------------------- | -------------------------------------------------- | -------------------------------------------------- |
| 1                                                  | 28 maart 1990                                      | DDR – Verenigde Staten                             | 3 – 2                                              | Vriendschappelijk                                  |                                                    |
| 2                                                  | 11 april 1990                                      | DDR – Egypte                                       | 2 – 0                                              | Vriendschappelijk                                  |                                                    |
| 3                                                  | 25 april 1990                                      | Schotland – DDR                                    | 0 – 1                                              | Vriendschappelijk                                  |                                                    |
| 4                                                  | 17 mei 1990                                        | Brazilië – DDR                                     | 3 – 3                                              | Vriendschappelijk                                  |                                                    |
| Voor Duitsland, als speler van Karlsruher SC       |                                                    |                                                    |                                                    |                                                    |                                                    |
| 5                                                  | 12 oktober 1994                                    | Hongarije – Duitsland                              | 0 – 0                                              | Vriendschappelijk                                  |                                                    |
| 6                                                  | 16 november 1994                                   | Albanië – Duitsland                                | 1 – 2                                              | EK 1996 kwalificatie                               |                                                    |
| 7                                                  | 22 februari 1995                                   | Spanje – Duitsland                                 | 0 – 0                                              | Vriendschappelijk                                  |                                                    |

## Trainerscarrière
Schuster begon in 2006 als interim-trainer bij ASV Durlach, waar hij in zijn spelerscarrière ook kort voor uitkwam. In 2009 werd hij hoofdcoach van SV Stuttgarter Kickers. Hij tekende er een contract voor twee jaar. In 2010 werd het contract verlengd tot 2012. Hij won met de Kickers de Regionalliga Südwest (vierde niveau) en promoveerde naar de 3. Liga. Schuster werd echter na vijf wedstrijden in het seizoen 2012/13 ontslagen. Een maand later werd hij gecontracteerd door SV Darmstadt 98 dat in dezelfde competitie speelde. In zijn eerste seizoen bij Darmstadt werd degradatie net voorkomen, maar het seizoen daarna promoveerde Schuster met de club naar de 2. Bundesliga. In het eerste seizoen na lange tijd op het tweede niveau voor Darmstadt, seizoen 2014/15, eindigde Darmstadt tweede achter kampioen FC Ingolstadt 04. Zo promoveerde Schuster met Darmstadt voor het tweede jaar op rij, nu naar de Bundesliga. Hierin sloot de club het seizoen 2015/16 af op de veertiende plaats, twee plaatsen boven de degradatiestreep. Schuster liet Darmstadt daarop na een kleine drie jaar achter zich en werd in juni 2016 aangesteld als trainer van FC Augsburg, de nummer twaalf van Duitsland in het voorgaande seizoen. De club gaf hem op 14 december 2016 zijn ontslag. Augsburg stond op dat moment dertiende in de Bundesliga. Hij werd opgevolgd door Manuel Baum. Een jaar later, op 11 december 2017, keerde Schuster terug bij Darmstadt, dat inmiddels was gedegradeerd naar de 2. Bundesliga. Hij volgde Torsten Frings op. Darmstadt eindigde als tiende. Het seizoen daarna leek Darmstadt weer niet mee te kunnen doen om promotie naar de Bundesliga. Hierop werd Schuster op 18 februari 2019 ontslagen. Op 26 augustus 2019 tekende hij een contract bij FC Erzgebirge Aue. Daarmee eindigde Schuster in zijn eerste seizoen als zevende in de 2. Bundesliga. In 2021 verliet hij de club.

## Erelijst

### Als speler
Karlsruhe
- UEFA Intertoto Cup

1996

### Als trainer
Stuttgarter Kickers
- Regionalliga Südwest

2011/12